# Fit4future
fit4future ist eine deutschlandweite, wissenschaftlich entwickelte Präventionsinitiative. Sie startete 2005 und unterstützt Kinder und Jugendliche von der Kita bis zum Schulabschluss, einen nachhaltig gesunden Lebensstil zu entwickeln.

## Geschichte
2005–2015
Im Jahr 2005 initiierten der Unternehmer Hans-Dieter Cleven und der Medienexperte Robert Lübenoff das Gesundheits- und Präventionsprogramm fit4future. Das Ziel der Initiative: Kindern den Spaß an regelmäßiger Bewegung, ausgewogener Ernährung sowie Brainfitness zu vermitteln und ihnen dadurch spielerisch eine nachhaltig gesunde Lebensweise nahezubringen.
Seit 2005 nahmen deutschlandweit bereits 700 Grund- und Förderschulen in 14 Bundesländern mit 200.000 Schülern an der Initiative teil.
2016–heute
Im Jahr 2016 wurde die DAK-Gesundheit Kompetenzpartner von fit4future. Die Präventionsinitiative trägt seitdem den Namen fit4future, eine Initiative der Cleven-Stiftung, powered by DAK-Gesundheit.
Das ursprüngliche Programm fit4future (Kids), das sich auf Kinder zwischen 6 und 12 Jahren konzentriert, wurde dank des Engagements des neuen Partners um 2.000 Grund- und Förderschulen bundesweit erweitert und unterstützt damit etwa 600.000 Kinder jeweils mindestens drei Jahre lang kostenfrei.
Zudem wurde das Präventionsprogramm 2019 und 2020 um zwei neue bundesweite Initiativen erweitert: fit4future Teens startete mit dem Schuljahr 2019/2020 an 400 weiterführenden Schulen, 2020/2021 kommen weitere 400 Schulen dazu. fit4future Kita startet 2020 bzw. 2021 an insgesamt 400 Kindertagesstätten.
Verschiedene Spitzensportler, wie u. a. Fußballprofi Holger Badstuber, Olympiasiegerin im Degenfechten Britta Heidemann, Boxer Arthur Abraham, Olympiasiegerin im Rennrodeln Natalie Geisenberger, Hochspringerin Marie-Laurence Jungfleisch, Zehnkämpferin Carolin Schäfer und von 2014 bis 2019 auch Skisportler Felix Neureuther, machen sich als Vorbilder und Motivatoren für fit4future stark.

## Programm und wissenschaftliche Grundlagen
Als wissenschaftliche Berater von fit4future engagieren sich seit 2015 die renommierten Wissenschaftler Ingo Froböse (Deutsche Sporthochschule Köln) und Martin Halle (Technische Universität München) mit ihrem jeweiligen Team.

### fit4future Kids
Die drei Module Bewegung, Ernährung und Brainfitness stehen bereits seit 2005 im Fokus von fit4future. Seit dem Einstieg des Kompetenzpartners DAK-Gesundheit, im Rahmen des Präventionsgesetzes, wurde ab 2016 zusätzlich das Modul Verhältnisprävention/System Schule ins Programm aufgenommen.
Die Initiative entstand in enger Zusammenarbeit mit Wissenschaftlern und Experten:
- Die Module Bewegung und Brainfitness wurden vom Department für Sport, Bewegung und Gesundheit der Universität Basel entwickelt.
- Die Inhalte des Moduls Ernährung basieren auf den Grundlagen der Schweizerischen Gesellschaft für Ernährung.
- Die Module Bewegung, Ernährung und Brainfitness wurden vom Lehrstuhl für Präventive und Rehabilitative Sportmedizin der Technischen Universität München bearbeitet und weiterentwickelt und um das Modul Verhältnisprävention / System Schule ergänzt.

### fit4future Teens
Seit dem Schuljahr 2019/2020 unterstützt fit4future Teens Schüler, Lehrkräfte und Eltern, um dem Stress – vor allem in der Schule – zu begegnen. Das Programm ist auf die Bedürfnisse von 15- bis 19-Jährigen an weiterführenden Schulen mit Abschluss Mittlere Reife/Hochschulreife abgestimmt. Im Fokus stehen die Themen Stressbewältigung, Ernährung, Bewegung und Verhältnisprävention.
fit4future Teens wurde von der Denkfabrik fischimwasser unter der Leitung von Ingo Froböse konzipiert.

### fit4future Kita
Ab 2020 und 2021 startet die Präventionsinitiative für Kinder im Alter von 3 bis 6 Jahren. Die Programminhalte sind auf den Lebensraum Kita angepasst, sodass Kinder frühzeitig und spielerisch einen gesunden Lebensstil kennenlernen können. Erzieher bzw. pädagogische Fachkräfte erhalten durch die Initiative wissenschaftlich fundierte Lösungen, wie sie die kindliche Entwicklung unterstützen können – auf körperlicher, geistiger, emotionaler und sozialer Ebene.
Die vier Module Bewegung, Ernährung, Brainfitness, Verhältnisprävention/System Kita wurden vom Lehrstuhl für Präventive und Rehabilitative der Technischen Universität München (TUM) entwickelt.
Basis des Moduls Bewegung ist das Spiel- und Bewegungskonzept nach Elfriede Hengstenberg. Die Inhalte wurden gemeinsam mit der Hengstenberg-Pikler-Gesellschaft konzipiert und orientieren sich am Projekt „Wir bewegen Kitas“, das seit 2016 erfolgreich von der DAK-Gesundheit und der Hengstenberg-Pikler-Gesellschaft durchgeführt wird.

## Evaluation
Das Programm zur nachhaltigen Förderung gesundheitsrelevanter Verhaltensweisen wird fortlaufend und umfassend evaluiert: fit4future Kids und fit4future Kita von der Technischen Universität München (TUM) unter der Leitung von Martin Halle, fit4future Teens von der Denkfabrik fischimwasser mit ihrem wissenschaftlichen Leiter Ingo Froböse (Deutsche Sporthochschule Köln). Die gewonnenen Ergebnisse und Erkenntnisse werden auf der Website von fit4future präsentiert und zur regelmäßigen Optimierung der Programme genutzt.